# Joseph Lowery
Joseph Echols Lowery (Huntsville, 6 de outubro de 1921 - Atlanta, 27 de março de 2020) foi um reverendo e líder do movimento de luta por direitos civis nos Estados Unidos. Nascido em Huntsville, Alabama, Lowery esteve ao lado de Martin Luther King Jr. e Jesse Jackson nas campanhas pelos direitos civis. Foi um dos apoiadores do grupo de defesa dos direitos civis iniciado por King, a fundação da Southern Christian Leadership Conference (SCLC), criada em 1957.
Lowery era conhecido como "o decano" do movimento de defesa dos direitos civis pela Associação Nacional para o Avanço das Pessoas de Cor (NAACP) pelas décadas de militância contra a discriminação racial. Na cerimônia de posse do primeiro presidente negro dos EUA, Barack Obama, em 2009, Lowery foi escolhido para discursar. Pouco depois, foi homenageado com a Medalha da Liberdade, o prêmio civil mais importante dos Estados Unidos.

Lowery faleceu em 27 de março de 2020. A causa da morte não foi divulgada.